# ایگناتی یولیانوویچ کراچکوفسکی
ایگناتای یولیانوویچ کراچکوفسکی (زاده ۱۸۸۳ – درگذشته ۱۹۵۱) شرق‌شناس و ایران‌شناس روس بود. او شاگرد ویکتور رومانویچ روزن (۱۸۴۹-۱۹۰۸)، مستشرق نامدار روس، بوده‌است. کراچکوفسکی سال‌ها در کتابخانه‌های ترکیه و کشورهای عربی و کتابخانه سن پیترزبورگ به تحقیق و مطالعه بر روی نسخ خطی عربی پرداخت. حاصل تلاش وی ۳۴۴ اثر و ۴۸ یادداشت است.